# Elaphropeza yunnanensis
Elaphropeza yunnanensis är en tvåvingeart som först beskrevs av Yang 1993.  Elaphropeza yunnanensis ingår i släktet Elaphropeza och familjen puckeldansflugor.
Artens utbredningsområde är Yunnan (Kina). Inga underarter finns listade i Catalogue of Life.